# Haploeax
Haploeax is een kevergeslacht uit de familie van de boktorren (Cerambycidae). De wetenschappelijke naam van het geslacht werd voor het eerst geldig gepubliceerd in 1907 door Aurivillius.

## Soorten
Haploeax omvat de volgende soorten:
- Haploeax bituberosa Breuning, 1939
- Haploeax burgeoni Breuning, 1935
- Haploeax cinerea Aurivillius, 1907
- Haploeax latefasciata Breuning, 1952
- Haploeax rohdei Aurivillius, 1907
- Haploeax triangularis (Breuning, 1948)